# Bärenstein (Krušné hory)
Bärenstein (898 m n. m.) je hora na německé straně Krušných hor. Nachází se na severním okraji stejnojmenné obce v saském okrese Erzgebirgkreis. Nejkratší vzdálenost, která vrchol hory dělí od česko-německé státní hranice, je zhruba 800 metrů vzdušnou čarou směrem na východ. Cesta po místních komunikacích od centra Vejprt na vrchol Bärensteinu je dlouhá přibližně 2,5 km.
Stejně jako blízké vrchy Pöhlberg a Scheibenberg, které Bärenstein o několik desítek metrů převyšuje, vznikl erozí okolí rozsáhlého lávového výlevu a je tvořen bazaltem. Po úpatí hory vede okružní cesta s mnoha vyhlídkovými místy s výhledy na vrchy Scheibenberg a Pöhlberg. Lze odsud vidět Klínovec – nejvyšší horu Krušných hor, Fichtelberg – nejvyšší horu Saska, přehradu Cranzahl, Jelení horu (Hassberg), Mědník (Kupferberg) a Velký Špičák (Spitzberg).
Na vrcholu Bärensteinu stojí rozhledna s hotelem a restaurací. Hora je jedním z cílů mezinárodního bike trailu Stoneman Miriquidi.